# Tunchang
Tunchang is een arrondissement in het noorden van de zuidelijke provincie Hainan, Volksrepubliek China.